# Jernej Reberšak
Jernej Reberšak (16 dicembre 1977) è un ex sciatore alpino sloveno.

## Biografia
Originario di Radovljica e attivo dal gennaio del 1995, Reberšak esordì in Coppa Europa il 4 febbraio 1997 a La Thuile in discesa libera e in Coppa del Mondo il 27 novembre 1998 ad Aspen in supergigante, in entrambi i casi senza concludere la prova. Ai Mondiali di Sankt Anton am Arlberg 2001, sua unica presenza iridata, si classificò 22º sia nel supergigante sia nello slalom gigante; in Coppa del Mondo ottenne il miglior piazzamento il 4 marzo 2001 a Kvitfjell in supergigante (17º) e prese per l'ultima volta il via il 24 gennaio 2004 a Kitzbühel in discesa libera (34º), sua ultima gara in carriera. 

## Palmarès

### Coppa del Mondo
- Miglior piazzamento in classifica generale: 87º nel 2001

### Coppa Europa
- Miglior piazzamento in classifica generale: 71º nel 2000

### South American Cup
- Miglior piazzamento in classifica generale: 4º nel 2002
- 2 podi:
  - 2 vittorie

#### South American Cup - vittorie
| Data           | Località  | Paese     | Specialità |
| -------------- | --------- | --------- | ---------- |
| 14 agosto 2001 | Bariloche | Argentina | SL         |
| 16 agosto 2001 | Bariloche | Argentina | SG         |

Legenda:

SG = supergigante

SL = slalom speciale

### Campionati sloveni
- 3 medaglie:
  - 1 argento (slalom gigante nel 2000)
  - 2 bronzi (slalom gigante nel 1998; supergigante nel 2000)